# Prevenção da placa bacteriana
A prevenção da placa bacteriana é a forma mais eficaz de evitar o desenvolvimento de doenças bucais como a cárie, a gengivite e a doença periodontal, pois a placa abriga os microrganismos que dão origem a estas doenças. A prevenção é realizada através do controle mecânico, químico ou pela associação de ambos.

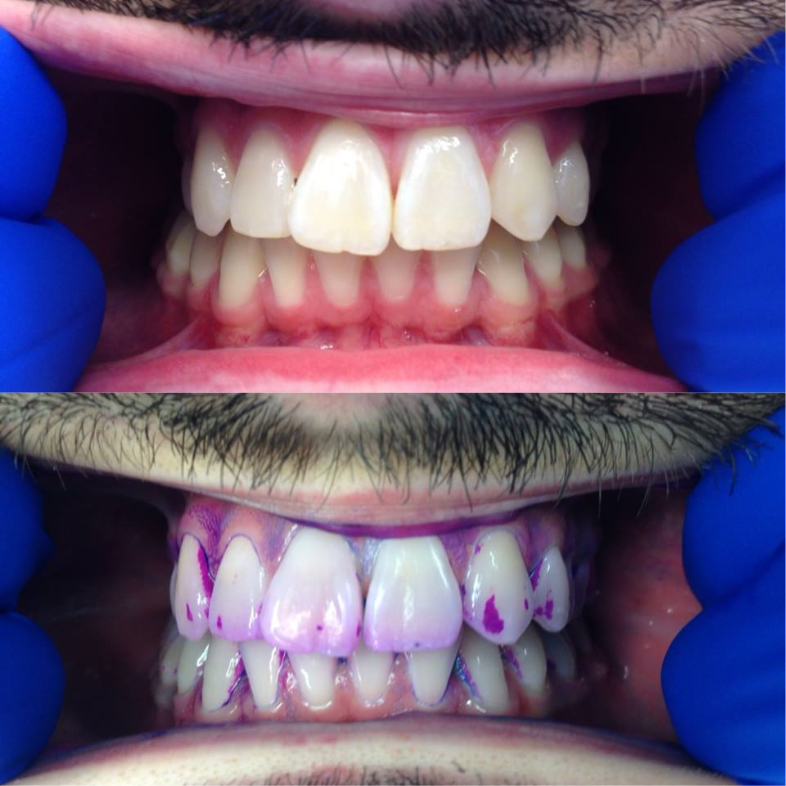
Evidenciação de placa bacteriana para auxiliar a visualização pelo paciente

## Controle da placa bacteriana
O controle mecânico pode ser realizado por meio de escovas dentais, escovas interproximais, fio dental e profilaxia profissional. Este é o método que apresenta resultados mais satisfatórios no controle da placa dental.
O controle químico pode ser realizado por meio da utilização de produtos que interfiram na atividade metabólica ou na adesão bacteriana, tais como dentifrícios e enxaguantes bucais.

## Práticas na Odontopediatria
Na Odontopediatria a prevenção da placa bacteriana é realizada por meio de ambos os controles, considerando-se a faixa etária da criança e a participação dos pais ou responsáveis no processo de desenvolvimento do autocuidado.
A introdução precoce dos hábitos de higiene bucal nos bebês é muito importante para prevenir doenças bucais e também para o estabelecimento de um hábito de saúde para toda a vida. O sucesso da higienização bucal está ligado à motivação e conscientização do núcleo familiar para que esse procedimento se concretize como um hábito saudável.
A higiene bucal de bebês sem dentes pode ser realizada pelo menos uma vez ao dia, no horário do banho, com o objetivo de condicionar e adaptar o bebê aos procedimentos de prevenção da placa. No entanto, há estudos que contraindicam esta prática.
A limpeza  dos dentes do bebê deverá ser realizada no mínimo duas vezes ao dia, preferencialmente após o almoço e antes de dormir. O mais importante é a qualidade da higiene bucal e não a sua frequência.
Na presença dos dentes anteriores utiliza-se fralda limpa ou gaze para limpeza dos dentes através da fricção das superfícies dentárias e, na presença dos dentes posteriores deve-se utilizar uma escova dentária de cabeça pequena e cerdas extramacias e dentifrício fluoretado com no mínimo 1.000 ppm de flúor.

### Técnicas para prevenção da placa bacteriana

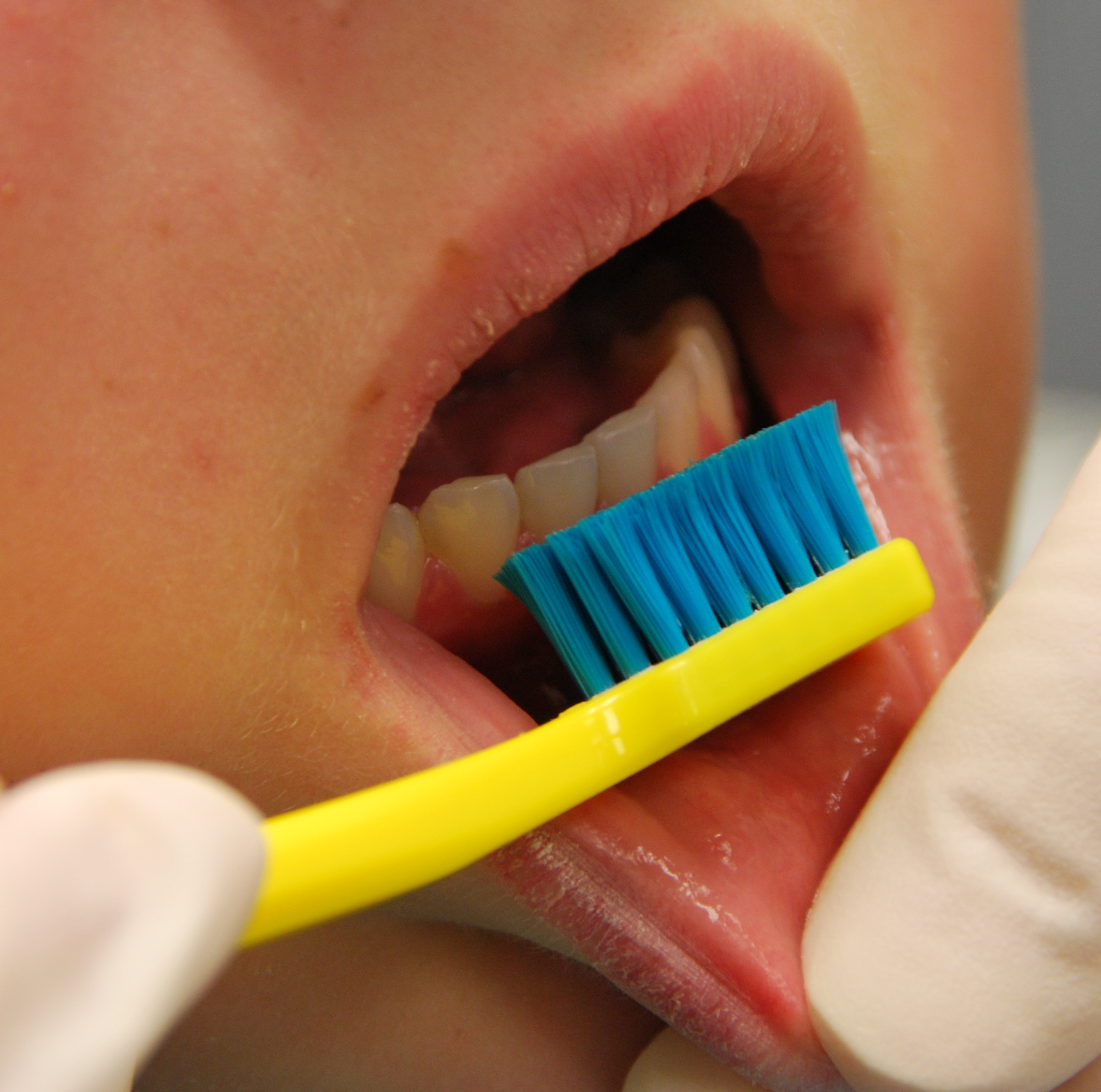
Higienização bucal

O controle mecânico é realizado utilizando-se escovas dentais e fio dental, por meio de técnicas específicas descritas a seguir:
Para a escovação dos dentes superiores, a escova deve estar inclinada 45º em direção a gengiva, fazendo pequenos movimentos circulares, sem remover a escova. Tais movimentos devem ser repetidos cerca de dez vezes em cada região de dois dentes. Também é importante seguir uma sequência para que nenhuma face deixe de ser higienizada. Nos dentes posteriores, deve ser realizado movimento de pêndulo. Lembrando que os pais ou responsáveis devem realizar ou supervisionar a escovação dental de acordo com a faixa etária da criança, até que ela desenvolva habilidades psicomotoras  para realizar uma correta técnica de escovação.
Nos dentes inferiores, uma boa opção é escovar com movimentos circulares em todas as faces dentárias laterais (áreas dos dentes voltados para a bochecha e para a língua). Na área da mastigação, podem ser realizados movimentos de "vai e vem".
A Associação Brasileira de Odontopediatria (ABOPED) recomenda para crianças menores de 3 anos de idade uma fina camada de dentifrício sobre a escova similar a um grão de arroz cru. Para crianças acima de três anos ou para crianças que já saibam cuspir a quantidade de dentifrício é similar a um grão de ervilha.
Dentifrícios com triclosan ou fluoreto de estanho podem promover benefícios adicionais na prevenção da placa bacteriana e gengivite em adolescentes.
O fio dental é complemento indispensável para uma higienização bucal efetiva. O seu uso permite a limpeza dos espaços interdentais, os quais não são alcançados utilizando-se somente a escova dental; e são as áreas em que há uma maior facilidade para reter placa bacteriana e restos alimentares.
Os pais ou responsáveis devem enrolar as extremidades do fio dental em volta dos dedos médios de cada mão. Com as pontas do polegar e indicador, o fio dental deverá ser esticado, sendo que o espaço contido entre os dedos deve ser de aproximadamente 3 cm. Ele deve ser inserido nos espaços entre os dentes, curvado em forma de “C” sobre as superfícies laterais de cada dente e deslizado entre o dente e a gengiva.
Em relação aos bochechos fluoretados são indicados para o controle da placa bacteriana em pacientes que utilizam aparelhos ortodônticos ou que tem dificuldades para fazer uma boa higienização, porém devem ser utilizados de acordo com as orientações de um odontopediatra.

## Crianças com deficiência
Para previr a formação da placa bacteriana o cirurgião dentista precisa avaliar tanto o diagnóstico quanto do prognóstico de cada criança com deficiência, deve analisar os hábitos alimentares, especialmente se na dieta tiver alimentos com alto conteúdo de açucares com a finalidade de previr e controlar uma das doenças mais prevalentes da cavidade bucal como é o caso da carie dentária. Visto que muitas crianças com deficiência tomam  medicamentos que diminuem  a secreção  de saliva deve-se orientar para os responsáveis  também  a  manutenção de hábitos de higiene bucal adequados  mediante a escovação  dentária com o objetivo de previr a doença periodontal.

#### Transtorno do Espectro Autista (TEA)
Nas crianças com Transtorno do Espectro Autista (TEA)  a orientação aos pais/responsáveis na aquisição de hábitos de técnicas de higiene oral adaptadas para prevenção da  placa bacteriana, assim diminuindo  o desenvolvimento da doença cárie e problemas periodontais.
Importante criar vínculo com o contato visual para facilitar  a aprendizagem, usando algum acessório na face/cabeça para chamar a atenção e não um instrumento lúdico para evitar a distração. Após o contato visual, mostramos o vídeo e treinar para manter a boca aberta. Durante a escovação inserir a contagem de 1 a 10 para manter a boca aberta assim dando a previsibilidade do tempo e diminuindo a ansiedade do TEA. Sempre que realizada a tarefa fazer elogios positivos como ¨Muito bem¨, ¨Parabéns¨.

#### Deficiência Intelectual
A prevenção da placa dentária em crianças com deficiência intelectual pode ser otimizada através da adaptação de dispositivos tais como: escovas com adaptadores no cabo para facilitar a apreensão pelo próprio usuário, escovas elétricas para usuários com falta de coordenação motora, dedeiras de acrílico para a manutenção da boca do usuário aberta para realização da técnica de escovação, abridores de boca adaptados confeccionados com espátula de madeira e gaze. Passa-fio e fio dental especial são outros materiais importantes na remoção do biofilme das superfícies dentárias.
Também é importante a orientação sobre a dieta saudável, restringindo o consumo de açúcares e alimentos pegajosos. As refeições devem seguir horários corretos e os medicamentos que contenham açúcares devem, preferencialmente, ser administrados nas refeições, salvo contraindicação médica. Orientar o uso sistemático e supervisionado de clorexidina a 0,12% para controlar ou reduzir os níveis do biofilme dentário, quando necessário, consultas de retorno para exame clínico e reforço da higiene oral em intervalos periódicos de 1 a 6 meses, dependendo do risco de desenvolvimento de doenças bucais.

#### Paralisia Cerebral (PC)
As crianças com paralisia cerebral (PC) têm uma alta prevalência de cárie dentária, pois apresentam comprometimento da função mastigatória que propicia o acúmulo de restos alimentares na boca e, se alimentam várias vezes ao dia com uma dieta pastosa e  rica em carboidratos. Desta forma com a finalidade de previr a formação de placa bacteriana e posteriormente o início da lesão de cárie dentária  é imprescindível  orientar e motivar os responsáveis a realizarem uma higiene bucal satisfatória.
Essas crianças apresentam condições de saúde geral que exigem o consumo de medicamentos como a fenitoína, ciclosporina e nifedipina de forma frequente, que podem induzir ao processo inflamatório e a ocorrência de  maiores índices de doença periodontal.
Os cuidados que o dentista deve ter para com os pacientes com paralisia cerebral são pincipalmente preventivos idealmente desde o primeiro ano de vida tendo como objetivo a assessoria alimentar e de higiene. Neste processo pode utilizar escovas dentais com adaptações no cabo e elétricas, fio dental especial, dedeiras confeccionadas em resina acrílica e abridores de boca pré-fabricados ou adaptados, confeccionados com espátulas de madeira sobrepostas e estabilizadas com esparadrapo ou fita crepe, para manutenção da abertura bucal.

## Programa Saúde na Escola (PSE)
No Programa Saúde na Escola (PSE) os profissionais de saúde, inclusive os da saúde bucal podem executar atividades educativas com crianças e adolescentes de diversas faixas  etárias. Essas atividades desenvolvidas com linguagem apropriada e com dinâmicas lúdicas podem abordar temas como a importância da saúde bucal, função da dentição, cárie e técnicas de prevenção da placa bacteriana. Essas atividades também permitem a construção e o reforço de conhecimento em saúde bucal junto aos escolares para que eles sejam agentes multiplicadores desses conhecimentos em saúde.
Durante a atividade educativa, a técnica de escovação de Fones, por sua simplicidade na execução, pode ser orientada. Os movimentos desta técnica devem ser repetidos dez vezes em cada grupo de dentes e  ludicamente associados a coisas familiares para as crianças, como por exemplo, "bolinha", "vassourinha" e "trenzinho".